# Komunikacja miejska w Miechowie
Komunikacja miejska w Miechowie – system transportu miejskiego w Miechowie, uruchomiony w 2020. Składa się z dwóch linii autobusowych.

## Historia
Projekt utworzenia komunikacji miejskiej w mieście powstał przed 2018, kiedy to udało się zdobyć dofinansowanie na uruchomienie połączeń z Unii Europejskiej. W 2019 podpisano umowę z Solarisem na zakup autobusów w ramach projektu. Zostały one dostarczone 8 maja 2020. Komunikację planowano uruchomić na przełomie czerwca i lipca 2020, jednak z powodu pandemii COVID-19 w Polsce i problemów ze zwrotem podatku udało się to dopiero 25 października. 

## Linie
W początkowym okresie komunikacja miechowska składała się z 2 linii autobusowych, funkcjonujących na trasie Dworzec PKP – ZWiK, lecz z różnymi wariantami.
| Linia | Trasa | Czas przejazdu (min.) | Liczba przystanków |
| ----- | --- | --------------------- | ------------------ |
| 1     | Dworzec PKP – Kolejowa – Sienkiewicza – Daneckiej – 106 Dywizji Piechoty AK – Sobieskiego – Słowackiego – Piłsudskiego – Pęckowskiego – Szpitalna – Racławicka – ZWiK | 15 – 16               | 10                 |
| 2     | Dworzec PKP – Kolejowa – Sienkiewicza – Rynek – Racławicka – Konopnickiej – Traugutta – Szewska – Kamienna – Topolowa – Racławicka – ZWiK                             | 17 – 19               | 10                 |

1 lutego 2021 zmieniono częściowo trasy obu linii. Od tego dnia autobusy funkcjonują trasami okrężnymi, z pętlą początkowo-końcową Dworzec PKP.
| Linia | Trasa | Czas przejazdu (min.) | Liczba przystanków |
| ----- | --- | --------------------- | ------------------ |
| 1     | Dworzec PKP → Kolejowa → Sienkiewicza → Podzamcze → Sienkiewicza → Daneckiej → 106 Dywizji Piechoty AK → Sobieskiego → Sienkiewicza → Rynek → Warszawska → Traugutta → Szewska → Sowińskiego → Warszawska → DK7 → Szewska → Kamienna → Topolowa → Racławicka → DK7 → Konopnickiej → Racławicka → Szpitalna → Pęckowskiego → Piłsudskiego → Słowackiego → Sobieskiego → 106 Dywizji Piechoty AK → Daneckiej → Sienkiewicza → Kolejowa → Dworzec PKP Wybrane kursy na trasie: Dworzec PKP – Kolejowa – Sienkiewicza – Daneckiej – 106 Dywizji Piechoty AK – Sobieskiego – Sienkiewicza – Rynek – Racławicka – ZWiK | 18 – 44               | 10 – 23            |
| 2     | Dworzec PKP → Kolejowa → Sienkiewicza → Podzamcze → Sienkiewicza → Daneckiej → 106 Dywizji Piechoty AK → Sobieskiego → Sienkiewicza → Rynek → Piłsudskiego → Pęckowskiego → Szpitalna → Racławicka → Topolowa → Kamienna → Szewska → DK7 → Warszawska → Sowińskiego → Szewska → Traugutta → Warszawska → Rynek → Sienkiewicza → Sobieskiego → 106 Dywizji Piechoty AK → Daneckiej → Sienkiewicza → Kolejowa → Dworzec PKP Wybrane kursy na trasie: Dworzec PKP – Kolejowa – Sienkiewicza – Daneckiej – 106 Dywizji Piechoty AK – Sobieskiego – Sienkiewicza – Rynek – Racławicka – ZWiK                          | 18 – 43               | 10 – 23            |

## Tabor
Tabor miechowskiej komunikacji stanowią dwa autobusy Solaris Urbino 8,9 LE electric, należące do operatora komunikacji. Mają one barwę pomarańczowo-biało-zieloną. W momencie zakupu Miechów był najmniejszym miastem w Polsce z elektrycznym taborem autobusowym.
| Solaris Urbino 8,9 LE Electric                       | 2020                                                 | 2020                                                 | 001, 002,                                            | przewóz osób na wózkach                              | Wszystkie pojazdy | Wszystkie pojazdy | Wszystkie pojazdy | Wszystkie pojazdy | Wszystkie pojazdy | 2 |
| Udział autobusów niskopodłogowych i niskowejściowych | Udział autobusów niskopodłogowych i niskowejściowych | Udział autobusów niskopodłogowych i niskowejściowych | Udział autobusów niskopodłogowych i niskowejściowych | Udział autobusów niskopodłogowych i niskowejściowych | 100%              |                   |                   |                   |                   |   |